# Liste der griechischen Münzstempelschneider
Es sind zahlreiche Stempelschneider griechischer Münzen der Antike namentlich bekannt, alle durch ihre Signaturen auf Münzen. In der antiken Literatur finden sie keine Erwähnung. Der überwiegende Teil der signierten Münzen wurden in der Magna Graecia geprägt.
Die Liste befindet sich im Aufbau.
| Name        | Region                | Zeit                              | Anmerkungen                        |  |
| ----------- | --------------------- | --------------------------------- | ---------------------------------- |  |
| Age         | Terina                | 4. Jahrhundert v. Chr.            |                                    |  |
| Aristoxenos | Metapont; Herakleia   | 1. Hälfte 4. Jahrhundert v. Chr.  |                                    |  |
| Choirion    | Katane                | Ende 5. Jahrhundert v. Chr.       |                                    |  |
| Euainetos   | Syrakus               | um 420–395 v. Chr.                |                                    |  |
| Euarchidas  | Syrakus               | Ende 5. Jahrhundert v. Chr.       |                                    |  |
| Eumenos     | Syrakus               | um 415–400 v. Chr.                |                                    |  |
| Eukleidas   | Syrakus               | um 415–390 v. Chr.                |                                    |  |
| Euth(…)     | Syrakus               | um 405 v. Chr.                    |                                    |  |
| Exakestidas | Kamarina, Syrakus (?) | um 415–405 v. Chr.                |                                    |  |
| Herakleidas | Katane                | Ende 5. Jahrhundert v. Chr.       |                                    |  |
| Kimon       | Syrakus               | um 415–390 v. Chr.                |                                    |  |
| Kleudoros   | Hyele                 | 4. Jahrhundert v. Chr.            |                                    |  |
| Molossos    | Thurioi               | 1. Hälfte 4. Jahrhundert v. Chr.  |                                    |  |
| Nikandros   | Thurioi               | 1. Hälfte 4. Jahrhundert v. Chr.  |                                    |  |
| Philistion  | Hyele                 | um 300 v. Chr.                    |                                    |  |
| Phrygillos  | Syrakus, Thurioi      | 4. Viertel 5. Jahrhundert v. Chr. | signierte auch als Gemmenschneider |  |
| Prokles     | Naxos, Katane         | Ende 5. Jahrhundert v. Chr.       |                                    |  |
| Theodotos   | Klazomenai, Ionien    | um 370–350 v. Chr.                |                                    |  |
| Zoilos      | Makedonien            | um 175 v. Chr.                    |                                    |  |